# Percé (Quebec)
Percé es una ciudad ubicada en el condado régional de Le Rocher-Percé y a su vez, en la región administrativa de Gaspésie–Îles-de-la-Madeleine en la Provincia de Quebec, Canadá. En el Censo de 2011 tenía una población de 3312 habitantes y una densidad poblacional de 7,66 personas por km². Percé forma parte de la circunscripción electoral de Gaspé.

## Geografía
Percé se encuentra ubicada en las coordenadas 48°31′12″N 64°12′54″O / 48.52000, -64.21500. Según Statistics Canada, Percé tiene una superficie total de 432,39 km².

## Demografía
Según el censo de 2011, había  3312 personas residiendo en Percé y con una densidad de población de 7,66 hab./km². De 2006 a 2011, la población de Percé disminuyó un -3%. El número de total de viviendas particulares resultó ser de 1907, de las cuales 1563 viviendas particulares eran ocupadas por residentes habituales.